# Дивизион Смайта (НХЛ)
Дивизион Смайта был сформирован в 1974 году как часть Конференции Кларенса Кэмпбелла и был назван в честь Конна Смайта, бывшего тренера, менеджера, президента и владельца клуба «Торонто Мэйпл Лифс» в период с 1927 по 1961 год.
Дивизион просуществовал 19 сезонов до 1993 года, когда был трансформирован в Тихоокеанский дивизион.

## Состав дивизиона

### 1974—1976
- Ванкувер Кэнакс
- Канзас-Сити Скаутс
- Миннесота Норт Старз
- Сент-Луис Блюз
- Чикаго Блэкхокс

#### Изменения с сезона 1973—1974
- Дивизион Смайта сформирован в результате преобразований НХЛ.
- Клуб «Ванкувер Кэнакс» перешел из Восточного дивизиона.
- «Миннесота Норт Старз», «Сент-Луис Блюз», и «Чикаго Блэкхокс» перешли из Западного дивизиона.
- Клуб «Канзас-Сити Скаутс» был добавлен в результате расширения лиги

### 1976—1978
- Ванкувер Кэнакс
- Колорадо Рокиз
- Миннесота Норт Старз
- Сент-Луис Блюз
- Чикаго Блэкхокс

#### Изменения с сезона 1975—1976
- Клуб «Канзас-Сити Скаутс» переехал в Денвер и был переименован в «Колорадо Рокиз».

### 1978—1979
- Ванкувер Кэнакс
- Колорадо Рокиз
- Сент-Луис Блюз
- Чикаго Блэкхокс

#### Изменения с сезона 1977—1978
- Произошло объединение клубов «Миннесота Норт Старз» и «Кливленд Баронз». Новый клуб продолжил выступление под названием «Миннесота Норт Старз», однако, покинул дивизион Смайта и занял место «Баронз» в дивизионе Адамса.

### 1979—1981
- Ванкувер Кэнакс
- Виннипег Джетс
- Колорадо Рокиз
- Сент-Луис Блюз
- Чикаго Блэкхокс
- Эдмонтон Ойлерс

#### Изменения с сезона 1978—1979
- Клубы «Виннипег Джетс» и «Эдмонтон Ойлерс» покиннули ВХА и стали членами НХЛ.

### 1981—1982
- Ванкувер Кэнакс
- Калгари Флэймз
- Колорадо Рокиз
- Лос-Анджелес Кингз
- Эдмонтон Ойлерс

#### Изменения с сезона 1980—1981
- «Виннипег Джетс», «Сент-Луис Блюз» и «Чикаго Блэкхокс» стали членами Дивизиона Норриса.
- Клуб «Калгари Флэймз» переехал из Дивизиона Патрика.
- Клуб «Лос-Анджелес Кингз» переехал из Дивизиона Норриса.

### 1982—1991
- Ванкувер Кэнакс
- Виннипег Джетс
- Калгари Флэймз
- Лос-Анджелес Кингз
- Эдмонтон Ойлерс

#### Изменения с сезона 1981—1982
- Команда «Колорадо Рокиз» переехала в Ист Рутерфорд (штат Нью-Джерси) и стала выступать под названием «Нью-Джерси Девилз». Клуб был перемещен в Дивизион Патрика.
- Клуб «Виннипег Джетс» переехал из Дивизиона Норриса.

### 1991—1993
- Ванкувер Кэнакс
- Виннипег Джетс
- Калгари Флэймз
- Лос-Анджелес Кингз
- Сан-Хосе Шаркс
- Эдмонтон Ойлерс

#### Изменения с сезона 1990—1991
- В результате расширения лиги был добавлен клуб «Сан-Хосе Шаркс».

### После сезона 1992—1993
Произошла смена названий конференций и дивизионов:
- Восточная конференция
  - Атлантический дивизион
  - Северо-восточный дивизион
- Западная конференция
  - Центральный дивизион
  - Тихоокеанский дивизион

## Победители дивизиона в регулярном чемпионате
- 1975 — Ванкувер Кэнакс (38-32-10, 86 очков)
- 1976 — Чикаго Блэкхокс (32-30-18, 82 очков)
- 1977 — Сент-Луис Блюз (32-39-9, 73 очков)
- 1978 — Чикаго Блэкхокс (32-29-19, 83 очков)
- 1979 — Чикаго Блэкхокс (29-36-15, 73 очков)
- 1980 — Чикаго Блэкхокс (34-27-19, 87 очков)
- 1981 — Сент-Луис Блюз (45-18-17, 107 очков)
- 1982 — Эдмонтон Ойлерс (48-17-15, 111 очков)
- 1983 — Эдмонтон Ойлерс (47-21-12, 106 очков)
- 1984 — Эдмонтон Ойлерс (57-18-5, 119 очков)
- 1985 — Эдмонтон Ойлерс (49-20-11, 109 очков)
- 1986 — Эдмонтон Ойлерс (56-17-7, 119 очков)
- 1987 — Эдмонтон Ойлерс (50-24-6, 106 очков)
- 1988 — Калгари Флэймз (48-23-9, 105 очков)
- 1989 — Калгари Флэймз (54-17-9, 117 очков)
- 1990 — Калгари Флэймз (42-23-15, 99 очков)
- 1991 — Лос-Анджелес Кингз (46-24-10, 102 очков)
- 1992 — Ванкувер Кэнакс (42-26-12, 96 очков)
- 1993 — Ванкувер Кэнакс (46-29-9, 101 очков)

## Победители дивизиона в плей-офф
- 1982 — Ванкувер Кэнакс
- 1983 — Эдмонтон Ойлерс
- 1984 — Эдмонтон Ойлерс
- 1985 — Эдмонтон Ойлерс
- 1986 — Калгари Флэймз
- 1987 — Эдмонтон Ойлерс
- 1988 — Эдмонтон Ойлерс
- 1989 — Калгари Флэймз
- 1990 — Эдмонтон Ойлерс
- 1991 — Эдмонтон Ойлерс
- 1992 — Эдмонтон Ойлерс
- 1993 — Лос-Анджелес Кингз

## Обладатели Кубка Стэнли
- 1984 — Эдмонтон Ойлерс
- 1985 — Эдмонтон Ойлерс
- 1987 — Эдмонтон Ойлерс
- 1988 — Edmonton Oilers
- 1989 — Калгари Флэймз
- 1990 — Эдмонтон Ойлерс

## Статистика выступлений в дивизионе Смайта
| Команда            | Выигранные сезоны | Год последней победы |
| ------------------ | ----------------- | -------------------- |
| Эдмонтон Ойлерс    | 6                 | 1987                 |
| Чикаго Блэкхокс    | 4                 | 1980                 |
| Ванкувер Кэнакс    | 3                 | 1993                 |
| Калгари Флэймз     | 3                 | 1990                 |
| Сент-Луис Блюз     | 2                 | 1981                 |
| Лос-Анджелес Кингз | 1                 | 1991                 |